# Гинухцы
Гинухцы (гин. гьинухъес, дид. гьинузи) —  один из коренных народов Западного Дагестана, входящий в группу цезских народов. Гинухцы проживают в селении Генух Цунтинского района и в селе Новомонастырское Кизлярского района, а также в городах Дагестана.

## История
Этноним «гинухцы» происходит от слова: гьино//гьину 'дорога, тропа' (-хъ//-хъо формант эссива V; гьинухъ 'у дороги, на дороге'). Бежтинцы называют их — гьинухъаса, грузины — лекӏеби, дидо//дидоелеби, цезы — гьинузи.
Гинухцы в официальных документах и переписях не выделялись в качестве самостоятельной народности. В 1944 году, после депортации чеченцев и ликвидации Чечено-Ингушской АССР, гинухцы в числе других аваро-андо-цезских народов были переселены в присоединённый к Дагестану Веденский район, а после реабилитации чеченцев и ингушей, в 1958 году гинухцы вернулись обратно. В 1960-х гг. численность гинухского населения оценивалась в 200 человек. Перепись 2002 года зафиксировала в России 531 гинухца, которые были включены как этническая группа в составе аварцев. По переписи 2010 года в стране проживало 443 гинухца.

## Общие сведения
Верующие гинухцы — мусульмане. Ислам они приняли, возможно, в конце XVIII века, чему способствовали проводники из Хунзаха, Гидатля, а также незадолго до этого обращённые бежтинцы. Антропологически гинухцы являются классическими представителями кавкасионского типа.

### Язык

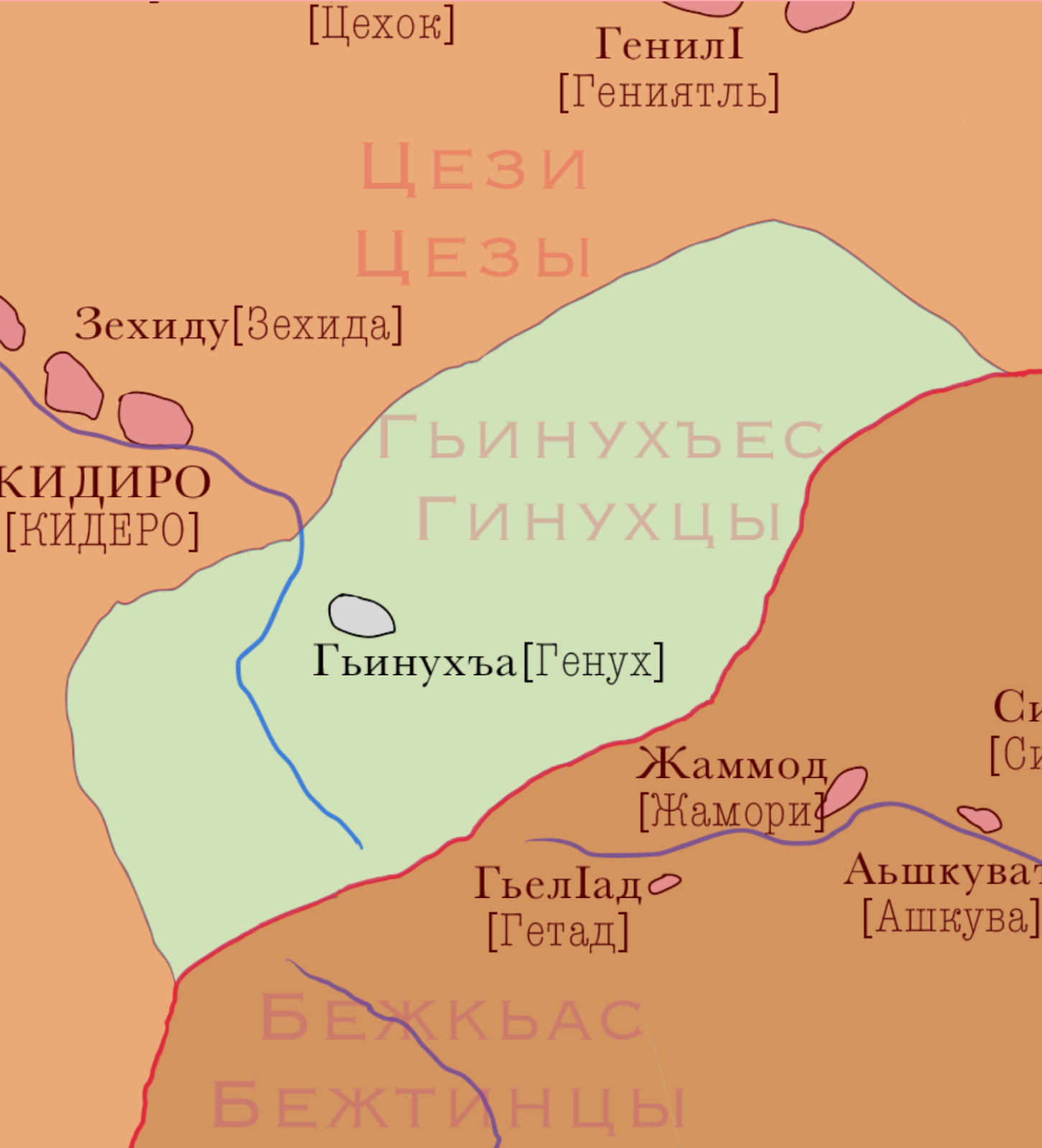
Единственное гинухское село в Цунтинском районе.

Гинухский язык принадлежит к цезской подгруппе аваро-андо-цезской группы нахско-дагестанской семьи языков. Среди гинухцев распространены цезский и русский и Аварский язык
Упоминание о гинухском языке встречается в письме П. К. Услара к Шифнеру от 1865 года, где тот упоминает об особом языке в ауле Инухо (то есть Гинух). Первые материалы о гинухском языке (16 слов в сопоставлении цезским) были приведены А. К. Сержпутовским в его этнографическом описании цезов в 1916 году. Академик Н. Я. Марр выделил гинухский язык в качестве особого языка, но неверно охарактеризовал его как язык, «занимающий место между аварским и дидойским». Д. С. Имнайшвили и Э. А. Ломтадзе рассматривали гинухский язык как диалект цезского языка. Гинухский язык, как и сами гинухцы, долго время отсутствовали в перечне народностей и языков Дагестана. Только во 2-м издании Большой Советской Энциклопедии гинухский язык был включён в список дагестанских языков.

## Генетика
По мужской линии у гинухцев встречаются следующие гаплогруппы .
1. J1-56,25 %
2. G2a-43,75 %